# Dieter Schott
Dieter Schott (* 10. Juni 1954 in Stuttgart) ist ein deutscher Historiker und war von 2004 bis 2020 Professor für Neuere Geschichte mit Schwerpunkt Stadt- und Umweltgeschichte am Institut für Geschichte der Technischen Universität Darmstadt.

## Leben
Dieter Schott studierte von 1974 bis 1980 Geschichte, Anglistik und Politische Wissenschaft an der Universität Konstanz und an der Freien Universität Berlin. In Konstanz wurde er 1987 mit einer Arbeit über die „Konstanzer Gesellschaft 1918–1924“ promoviert. Seit 1985 war er Wissenschaftlicher Mitarbeiter von Helmut Böhme, ab 1990 Wissenschaftlicher Assistent und ab 1996 Oberassistent am Institut für Geschichte der TU Darmstadt, wo er 1996 mit der Arbeit Die Vernetzung der Stadt habilitiert wurde. Von 2000 bis 2004 hatte er den Lehrstuhl „History of Urban Planning“ am Centre for Urban History der University of Leicester (Großbritannien) inne. 2004 wurde er auf die Professur für Neuere Geschichte mit Schwerpunkt Stadt- und Umweltgeschichte an der TU Darmstadt berufen.
Schott ist einer der führenden europäischen Stadt- und Umwelthistoriker. Unter anderem ist er Mitglied des Council der ‚International Planning History Society‘, Vorsitzender der Gesellschaft für Stadtgeschichte und Urbanisierungsforschung e.V. (GSU) und geschäftsführender Herausgeber der Zeitschrift Informationen zur modernen Stadtgeschichte.

## Schriften (Auswahl)
Monografien
- Europäische Urbanisierung (1000–2000). Eine umwelthistorische Einführung. UTB, Köln 2014.[1]
- Die Vernetzung der Stadt. Kommunale Energiepolitik, öffentlicher Nahverkehr und die ‚Produktion‘ der modernen Stadt. Darmstadt, Mainz, Mannheim 1880–1918 (= Edition Universität. Bd. 12). Wissenschaftliche Buchgesellschaft, Darmstadt 1999 (Zugleich: Habilitationsschrift).[2]
- mit Lothar Burchardt, Werner Trapp: Konstanz im 20. Jahrhundert. Die Jahre 1914 bis 1945 (= Geschichte der Stadt Konstanz. Bd. 5). Konstanz 1990.
- Die Konstanzer Gesellschaft 1918–1924. Der Kampf um Hegemonie im Zeichen von Novemberrevolution und Inflation. Konstanz 1989 (Zugleich: Dissertation).
- mit Werner Trapp: Das Konstanz der 20er und 30er Jahre. Konstanz 1985.

Herausgeberschaften
- mit Detlev Mares: Das Jahr 1913. Aufbrüche und Krisenwahrnehmungen am Vorabend des Ersten Weltkriegs. Transcript, Bielefeld 2014, ISBN 978-3-8376-2787-9.
- mit Michael Toyka-Seid: Die europäische Stadt und ihre Umwelt. Wissenschaftliche Buchgesellschaft, Darmstadt 2008.
- mit Bill Luckin, Geneviève Massard-Guilbaud: Resources of the City. Contributions to an Environmental History of Europe. Aldershot 2005.
- mit Georg G. Iggers, Hanns H. Seidler, Michael Toyka-Seid: Hochschule – Geschichte – Stadt. Festschrift für Helmut Böhme. Darmstadt 2004.
- Stadt und Katastrophe (= Informationen zur modernen Stadtgeschichte. 2003, H. 1).
- mit Geneviève Massard-Guilbaud, Harold Platt: Cities and Catastrophes / Villes et catastrophes. Coping with Emergency in European History / Réactions à l’urgence dans l’histoire européenne. Frankfurt am Main/Berlin/Bern 2002.
- Die mentale Konstruktion von Stadt (= Die Alte Stadt. Bd. 26, H. 4). 1999.
- mit Peter Hertner: Zukunftstechnologien der (letzten) Jahrhundertwende. Intentionen – Visionen – Wirklichkeiten (= Jahrbuch für Wirtschaftsgeschichte. 1999, H. 2).
- Mit der Tram ins nächste Jahrtausend. Geschichte, Gegenwart und Zukunft der elektrischen Straßenbahn. Essen 1998.
- mit Helmut Böhme: Energie und Stadt in Europa. Von der vorindustriellen Holznot bis zur Ölkrise der 1970er Jahre (= Vierteljahrschrift für Sozial- und Wirtschaftsgeschichte. Beiheft 135). Stuttgart 1997.

Online vorliegende Aufsätze
- Schmuggel, Ausverkauf, Schweizerspeisung. Die Beziehungen zwischen Konstanz und seinem Schweizer Umland in den Jahren 1919–1924. In: Schriften des Vereins für Geschichte des Bodensees und seiner Umgebung. Bd. 107 (1989), S. 221–250 (Digitalisat).